# COMCEPT
COMCEPT, akronym pro Comunidade Céptica Portuguesa (česky Portugalské skeptické společenství), je portugalský projekt věnovaný vědeckému skepticismu, který vznikl na podporu racionálního a kritického myšlení o paranormálních a pseudovědeckých tvrzeních z vědeckého hlediska. Mezi další témata, kterými se zabývá, patří konspirační teorie a dezinformace, které kolují v médiích nebo na sociálních sítích. COMCEPT bylo založeno jako portugalské občanské hnutí a v září 2016 bylo formálně zaregistrováno jako právnické sdružení.

## Historie
COMCEPT bylo založeno 5. dubna 2012 skupinou portugalských občanů různého původu a akademického vzdělání. Založení tohoto projektu předznamenalo setkání jeho zakladatelů s několika spolupracovníky v Coimbře. Svou činnost zahájil spuštěním oficiálních webových stránek a zahájením měsíčních společenských setkání nazvaných „Cépticos com Vox“ („Skeptici s hlasem“). V listopadu 2012 skupina uspořádala svou první celostátní akci ComceptCon ve vesnici Nazaré.
Dne 1. dubna 2013 COMCEPT poprvé udělil cenu Létající jednorožec za rok 2012.
Dne 15. listopadu 2014 poprvé udělila cenu COMCEPT na tehdejším ComceptConu Davidu Marçalovi.

## Cíle

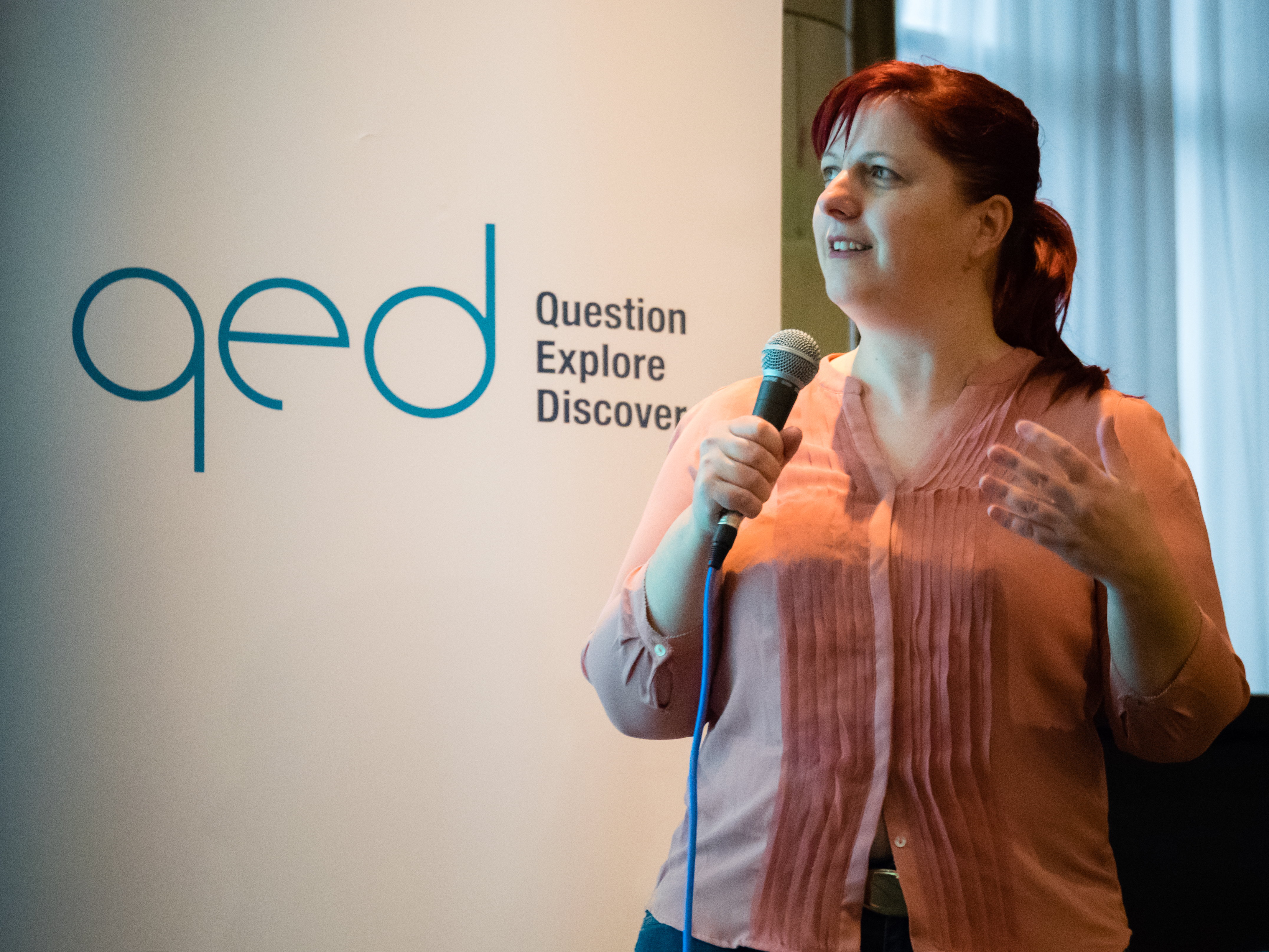
Diana Barbosa hovoří na konferenci QED (Question, Explore, Discover) 2015 v Manchesteru.

Hlavním cílem COMCEPTu je podpora vědy, vědeckého skepticismu a kritického myšlení ve společnosti.

## Aktivity

### Komunikace a vzdělávání
COMCEPT zveřejňuje vzdělávací zdroje, novinky a názorové články na oficiálních webových stránkách a sociálních sítích. V roce 2017 sdružení vydalo svou první knihu: Não Se Deixe Enganar („Nenechte se oklamat“).

### Cépticos com Vox
COMCEPT pořádá každý měsíc společenská setkání, která jsou otevřená veřejnosti. Nazývají se "Cépticos com Vox" ("Skeptici s hlasem") a jsou obdobou mezinárodního fenoménu Skeptici v hospodě. Tato setkání jsou obvykle věnována určitému tématu a vyznačují se neformální atmosférou. Obvykle se konají střídavě v Lisabonu a Portu, příležitostně však i v jiných městech, jako je například Coimbra nebo Leiria.

### ComceptCon
ComceptCon je každoroční konference sdružení věnovaná skepticismu. Jedná se o akci s volným přístupem, jejíž součástí jsou přednášky pozvaných odborníků, s nimiž může veřejnost komunikovat.

### Skeptici v muzeu
Sdružení pořádá vzdělávací skupinové návštěvy muzeí („Cépticos no Museu“).

### Konference o slunovratu
Konference o slunovratu je volně přístupná přednáška COMCEPTu, kterou poslední sobotu před Vánocemi přednáší pozvaný odborník.

## Udělené ceny

### Cena létajícího jednorožce
Cena Létající jednorožec je satirická cena se sloganem „veselá cena za neveselé výkony“". Tato cena se uděluje osobnostem nebo subjektům, které v Portugalsku šířily pseudovědu, pověry a jiné formy dezinformací. Cílem je podnítit zamyšlení nad rozšířením a vlivem dezinformací ve společnosti. Podobně jako cena Pigasus od James Randi Educational Foundation vyniká tím, že nominované a vítěze vybírají uživatelé internetu. Vítězové jsou každoročně odhalováni 1. dubna, na apríla; vybíráni jsou z událostí, které se staly v předchozím roce. V současné době jsou vyhlášeny tři kategorie cen:
- Grafonola („Gramofon“) - pro média a jejich zástupce (tisk, rozhlas, televize, blogosféra).
- Estrela cadente („Padající hvězda“) - pro televizní hvězdy a umělecké, sportovní nebo společenské osobnosti.
- O Rei Está Nu („Císařovy nové šaty“, doslova „Král chodí nahý“) - pro všechny ostatní, kteří bez důkazů nebo v rozporu s důkazy vznášejí pochybná tvrzení nebo k jejich šíření přispívají.

#### Vítězové podle kategorií
Gramofon
- 2012: SIC (portugalská televizní síť a mediální společnost)
- 2013: Portugal Mundial
- 2014: RTP1 (portugalské veřejnoprávní televizní kanál)
- 2015: i (portugalské noviny)
- 2016: SIC
- 2017: RTP1

Padající hvězda
- 2012: Fátima Lopes (televizní moderátorka)
- 2013: Ranní štáb Rádia Comercial
- 2014: Gustavo Santos (televizní moderátor)
- 2015: Simone de Oliveira (portugalská zpěvačka a herečka)
- 2016: (bez nominací)
- 2017: Manuel Pinto Coelho (portugalský lékař a spisovatel)

Císařovy nové šaty
- 2012: 2. a 3. cyklus základní školy v Arazede
- 2013: Shromáždění Portugalské republiky
- 2014: Farmaceutická fakulta Univerzity v Lisabonu
- 2015: Akademické instituce, které hodlají vyučovat alternativní terapie
- 2016: Vyšší škola ošetřovatelství Portugalského červeného kříže z Oliveira de Azeméis (konference o esoterické medicíně)
- 2017: Farmaceutická fakulta Univerzity Coimbra

Don Quijote (přerušená kategorie)
- 2012: Fundação Bial (nadace podporující studium lidské bytosti jak z fyzického, tak z duchovního hlediska)

### Cena COMCEPT
Cena COMCEPT udělovaná týmem COMCEPT osobnostem, které vynikly v propagaci kritického myšlení a vědy v Portugalsku. Cílem je ocenit ty, kteří usilují o osvícenější společnost. Tato cena se neuděluje každoročně, ale pouze při zvláštních příležitostech, kdy sdružení považuje za nutné vyzdvihnout mimořádně dobrý příklad.

#### Ocenění:
- 2014: David Marçal (vědec a popularizátor vědy)

## Kniha
- Diana Barbosa, Leonor Abrantes, Marco Filipe & João Lourenço Monteiro: Não Se Deixe Enganar. Contraponto Editores 2017[7]